# Белведере (Калифорния)
Вижте пояснителната страница за други значения на Белведере.
Белведере (на англ.: Belvedere, в превод от италиански „Хубава гледка“) е град в окръг Марин, в района на залива на Сан Франциско, щата Калифорния, Съединените американски щати.
Има население от 2068 души (2010 г.)и е с обща площ 6,234 км² (2,4 мили²).

## История
В края на 19 век района е заселен и е изградена инфраструктура - пътища, водоснабдяване и т.н. С гласуване на 21 декември 1896 г. мнозинството живеещи решават районът да бъде обявен за град.